# Divergència genètica
La divergència genètica és el procés en el qual dos o més poblacions d'una espècie ancestral acumulen canvis genètics independents (mutacions) a través de temps, sovint després que les poblacions s'hagin convertit en poblacions reproductives aïllades per algun període. Això significa que les poblacions d'espècies viuen de forma independent l'un de l'altre durant tant de temps que ja no poden produir descendència capaç de sobreviure. En alguns casos, les subpoblacions que viuen en entorns perifèrics ecològicament diferents poden exhibir divergència genètica de la resta de la població, especialment en el rang d'una població és molt gran (vegeu l'especiació parapàtrica). Les diferències genètiques entre poblacions divergents poden implicar mutacions silencioses (que no tenen cap efecte sobre el fenotip) o donar lloc a una significativa morfològia i/o canvis fisiològics.
En un nivell de genètica molecular, la divergència genètica és a causa de canvis en un petit nombre de gens en una espècie, cosa que resulta en l'especiació. Tanmateix, els investigadors argumenten que probablement no pot ser que la divergència sigui d'un resultat significatiu, únic, dominant en un locus genètic, perquè si fos així, l'individu amb aquesta mutació tindria l'aptitud zero. En conseqüència, no es podien reproduir i transmetre la mutació a noves generacions. Per tant, és més probable que la divergència, i el posterior aïllament reproductiu, són el resultat de múltiples modificacions petites en el temps evolutiu.
La divergència genètica sempre acompanyarà l'aïllament reproductiu, ja sigui a causa de noves adaptacions a través de la selecció i / o causa de la deriva genètica, i és el principal mecanisme d'especiació subjacent.